# Comme un manouche sans guitare
Albums de Thomas Dutronc
Silence on tourne, on tourne en rond
(2011)
Comme un manouche sans guitare est le premier album studio du chanteur Thomas Dutronc, publié le 30 octobre 2007. Le titre de l'album est emprunté à la 11e chanson du disque « Comme un manouche sans guitare ».

## Liste des chansons
| No  | Titre                                                         | Paroles           | Musique                          | Arrangements                                       | Durée |
| --- | ------------------------------------------------------------- | ----------------- | -------------------------------- | -------------------------------------------------- | ----- |
| 1.  | Jeune, je ne savais rien                                      | Thomas Dutronc    | Françoise Kohn et Thomas Dutronc | Xavier Bussy et Frédéric Jaillard                  | 3:31  |
| 2.  | Solitaires (Duo avec Marie Modiano)                           | Arnaud Garoux     | David Chiron                     |                                                    | 3:25  |
| 3.  | J'aime plus Paris                                             | Thomas Dutronc    | Thomas Dutronc                   | Xavier Bussy et Frédéric Jaillard                  | 3:05  |
| 4.  | Veish A No Drom (instrumental)                                |                   | Ninine Garcia                    | Xavier Bussy et Frédéric Jaillard                  | 4:14  |
| 5.  | September Song (reprise instrumentale de Walter Huston (1938) |                   | Kurt Weill                       |                                                    | 3:10  |
| 6.  | J'suis pas d'ici                                              | Thomas Dutronc    | Bertrand Papy                    | Xavier Bussy et Frédéric Jaillard                  | 2:10  |
| 7.  | J'suis pas N • A • S • D • A • Q                              | Thomas Dutronc    | Jérôme Ciosi                     | Xavier Bussy et Frédéric Jaillard                  | 3:04  |
| 8.  | Je les veux toutes                                            | Thomas Dutronc    | Thomas Dutronc et Bertrand Papy  | Xavier Bussy, Frédéric Jaillard et Matthieu Chedid | 3:36  |
| 9.  | Les Frites bordel (improvisation culinaire)                   | Thomas Dutronc    | Jérôme Ciosi                     | Xavier Bussy et Frédéric Jaillard                  | 3:16  |
| 10. | Le Houdon Jazz Bar (Malus track)                              |                   |                                  |                                                    | 1:58  |
| 11. | Comme un manouche sans guitare                                | Thomas Dutronc    | Thomas Dutronc                   | Xavier Bussy et Frédéric Jaillard                  | 2:42  |
| 12. | China Boy (instrumental)                                      |                   | Phil Boutelje et Richard Winfree |                                                    | 2:51  |
| 13. | Viens dans mon île                                            | Thomas Dutronc    | Thomas Dutronc                   |                                                    | 2:58  |
| 14. | Canzone per Maria (Interprète : Antoine Tatich)               | Dominique Marfisi | Jésus Fernandez Ramirez          |                                                    | 1:05  |
| 15. | Comme un manouche sans guitare (Erwin Autrique Radio Pop Mix) | Thomas Dutronc    | Thomas Dutronc                   | Xavier Bussy et Frédéric Jaillard                  | 2:41  |

## Personnel

### Réalisation
- Réalisation : Xavier Bussy et Frédéric Jaillard
- Production exécutive : Vincent Carpentier
- Conception artistique : Xavier Bussy, Vincent Carpentier, Thomas Dutronc et Frédéric Jaillard
- Artwork et photographie de la pochette : Yann Orhan[3]
- Management : Vincent Carpentier, Choï Music

### Musiciens
- Chœurs : Lily (1) – Xavier Bussy (7) – Xavier Bussy, Matthieu Chedid, Thomas Dutronc et Frédéric Jaillard (8) – Xavier Bussy, Frédéric Jaillard et Bertrand Papy (9) – Frédéric Jaillard (11)
- Voix parlée : Cristiana Reali (7)
- Gargarismes : Bertrand Papy (11)
- Musiciens :
  - Gilles Barikovski : saxophone
  - Pierre Blanchard : violon
  - Xavier Bussy : piano, clavecin, harmonium, piano électrique, cymbalum, mellotron, clarinette, synthétiseur
  - Cédric Caillaud : contrebasse
  - Stéphane Chandelier : batterie, percussions
  - Mathieu Châtelain : guitare rythmique
  - Matthieu Chedid : guitare électrique, guitare folk, percussions
  - Jérôme Ciosi : guitare rythmique
  - Thomas Dutronc : guitare solo, guitare électrique, guitare rythmique
  - Frédéric Jaillard : guitare basse, guitare électrique, guitare folk, banjo, percussions, orgue, mellotron, celesta, Stylophone
  - Fabrice Moreau : batterie
  - Bertrand Papy : guitare solo

## Discographie connexe
- 2007 : CD single, J’aime plus Paris, ULM/Universal (3-90032-77961-7).
- 2009 : CD single, Comme un manouche sans guitare, ULM/Universal (LC 07340/531-459-2), paru le 9 février.
- 2008 : réédition en livre-disque (48 pages*), Comme un manouche sans guitare, ULM/Universal (6-00753-12885-5), paru le 10 novembre.

Jeune, je ne savais rien - Solitaires (en duo avec Marie Modiano) - J'aime plus Paris  - Veish A No Drom (instrumental) - September Song (instrumental) - J'suis pas d'ici - N • A • S • D • A • Q - Je les veux toutes  - Les Frites bordel (improvisation culinaire) - Le Houdon Jazz Bar (Malus track) - Comme un manouche sans guitare - China Boy (instrumental) - Viens dans mon île - Canzone per Maria.
* Chaque texte de chanson est illustré par un auteur de bandes dessinées : Christophe Blain, Pierre Blanchard, Guillaume Bouzard, Carali, Édika, Fred, Marcel Gotlib, Manu Larcenet, Frank Margerin, Phil, Jeff Pourquié, Rifo, Riad Sattouf, Joann Sfar, Jean-Michel Thiriet, Tronchet, Lewis Trondheim.

## Distinctions et récompenses
- 2008 : l’album est disque d'or en janvier[4].
  - 11 février : Globe de cristal du Meilleur interprète masculin, décerné lors de la 3e Cérémonie des Globes de Cristal Paris Première au Lido de Paris[5].
  - 8 mars : nomination aux 23e Victoires de la musique dans les catégories « Artiste révélation du public » et « Album de l'année ».
  - 13 février : Grand Prix de l’Union nationale des auteurs et compositeurs (UNAC), pour la chanson : J'aime plus Paris[6].
  - 14 juillet : l'équipe d'Universal lui remet un disque de platine (250 000 albums vendus) lors des Francofolies de La Rochelle.
  - 17 novembre : Thomas Dutronc fait partie des « 10 artistes révélations qui ont marqué l’année musicale » à la 7e édition du  Prix Constantin, organisée à l’Olympia[7].
- 2009 : trophée de la  « Chanson originale » attribué à Comme un manouche sans guitare, aux 24e Victoires de la musique, le 28 février.